# Григорій (Яхимович)
Митрополи́т Григо́рій Яхимо́вич (у світі Григо́рій Яхимо́вич; 16 лютого 1792, Підбірці — 29 квітня 1863, Львів) — єпископ Української греко-католицької церкви; з 1860 року Митрополит Галицький та Архієпископ Львівський — предстоятель Української греко-католицької церкви. Барон..
Автор численних проповідей та богословських праць.

## Життєпис
Народився в с. Підбірці поблизу Львова в сім'ї Івана та його дружини Марії (до шлюбу Гарасевич). Племінник о. Михайла Гарасевича, відомого діяча українського руху в Галичині.
Навчався у Львівській гімназії, богословську освіту здобув у Відні. 26 вересня 1816 року митрополит Михайло Левицький висвятив його в сан пресвітера. У 1818—1819 роках служив у парохії церкви святої Варвари у Відні, одночасно навчаючись в інституті святого Августина. Отримав ступінь доктора богослов'я, філософії і вільних мистецтв.
Після повернення очолював кафедру релігії (з 1819 р.), був професором педагогіки (з 1825 р.) та теології (з 1837 р.) у Львівському університеті. Крилошанин Львівської капітули (з 1835 р.), ректор Львівської духовної семінарії (1837—1848 рр.), а протягом 1860—1861 років був ректором Львівської греко-католицької семінарії, каноніком митрополичого капітулу і «ректором магніфікус» Львівського університету.
Помер несподівано, не прокинувшись у своєму палаці на горі Святого Юра. На його похорон зібралося близько 20 000 осіб. Був похований на Городецькому кладовищі (знаходився приблизно в районі сучасного приміського вокзалу на вул. Городоцькій). Наприкінці XIX ст. цвинтар ліквідували, а труни Яхимовича та його суфрагана і наступника Спиридона Литвиновича з великими почестями перенесли в гробницю Львівської капітули на Личаківський цвинтар.

## Церковна кар'єра
- У липні 1841 року папа римський Григорій XVI іменував його єпископом-суфраганом (єпископом-помічником) митрополита Михайла Левицького з титулом єпископа Помпеолітанского.
- У 1848 році імператор Фердинанд I іменував його єпископом-ординарієм Перемишльської єпархії, у цьому ж році папа Пій IX призначив його перемиським єпископом.
- З 23 березня 1860 року був затверджений на митрополичий престол у Галичі. З приводу цієї події Богдан Дідицький в друкарні Ставропігійського інституту видав 560-сторінковий альбом «Зоря Галицька альбум на 1860 р.», у якому містилися статті, вірші, вірші тощо 52 галицьких і закарпатських авторів, серед яких були Микола Устиянович, Лука Данкевич, Олександр Духнович та ін.

## Громадська діяльність
У 1848 році брав активну участь у галицько-руському русі, очолив першу громадсько-політичну організацію галицьких русинів — Головну Руську Раду. Він був досить ліберальним і лояльним до Габсбурзької монархії, що дозволяло займатися діяльністю з відстоювання прав свого народу, не зазнаючи переслідувань з боку австрійського уряду. Так, він брав участь у «азбучній війні» проти заміни кирилиці латинським алфавітом, був членом Собору руських вчених, дбав за чистоту східнокатолицького обряду. Став одним із провідних діячів українського національного відродження середини ХІХ століття.
Зробив великий внесок у розвиток шкільної освіти, разом з Михайлом Куземським відкрили безліч народних шкіл. Добивався запровадження викладання української мови у школах Галичини, вимагав від духовенства вживання української мови під час проповідей.
Крім церковної і суспільно-політичної діяльності, захоплювався астрономією і технікою. Написав декілька досліджень, сконструював машину для косіння трави, розробляв план пароплавного сполучення на річці Сян. Користувався повагою при цісарському дворі, нагороджений Хрестом Леопольда і титулом барона.
Посол до Австрійського парламенту 1848 року, посол до Галицького сейму в 1861—1863 роках.